# 2 ottobre
Il 2 ottobre è il 275º giorno del calendario gregoriano (il 276º negli anni bisestili). Mancano 90 giorni alla fine dell'anno.

## Eventi
- 829 – Teofilo viene incoronato imperatore di Bisanzio
- 1187 – Assedio di Gerusalemme: Saladino cattura Gerusalemme dopo 88 anni di regno crociato
- 1535 – Jacques Cartier scopre Montréal (Québec)
- 1780 – Guerra d'indipendenza americana: la spia britannica John André viene impiccata dalle forze americane
- 1835 – Inizia la Rivoluzione texana: battaglia di Gonzales – i soldati messicani tentano di disarmare la popolazione di Gonzales (Texas), ma incontrano una forte resistenza da parte di una milizia assemblata in tutta fretta
- 1836 – Charles Darwin fa ritorno a Falmouth, Inghilterra, a bordo della HMS Beagle dopo un viaggio durato 5 anni in cui ha raccolto dati che userà in seguito per sviluppare la sua Teoria dell'evoluzione
- 1864 – Guerra di secessione americana: prima battaglia di Saltville – le forze dell'Unione attaccano Saltville, ma vengono sconfitte dai Confederati
- 1870 – Plebiscito per l'annessione di Roma al Regno d'Italia, dopo la Presa di Roma
- 1889 – A Washington, si apre la prima conferenza degli Stati americani
- 1900 – Ribellione dei Boxer: il Corpo di spedizione Italiano comandato dal colonnello Vincenzo Garioni cattura dai Boxer i forti di Shan hai kwan, Pei Ta Ho e Shu Kwan Tao, situati lungo la ferrovia da Tientsin alla Manciuria.
- 1919 – Il presidente statunitense Woodrow Wilson viene colpito da un attacco cardiaco che lo lascia parzialmente paralizzato
- 1924 – Il Protocollo di Ginevra viene adottato come metodo per rafforzare la Società delle Nazioni
- 1925 – William Taynton, fattorino di John Logie Baird, è il primo uomo a comparire in televisione
- 1928 – Fondazione dell'Opus Dei da parte di Josemaría Escrivá de Balaguer
- 1937 – Nella Repubblica Dominicana ha inizio il Massacro degli haitiani.
- 1941 – Seconda guerra mondiale: Operazione Tifone – La Germania avvia un'offensiva totale contro Mosca
- 1944 – Olocausto: le truppe naziste pongono fine alla Rivolta di Varsavia
- 1950 – La striscia Peanuts di Charles M. Schulz viene pubblicata per la prima volta, su sette quotidiani statunitensi
- 1955 – Il computer ENIAC viene disattivato
- 1958 – La Guinea dichiara l'indipendenza dalla Francia
- 1959 – Il primo episodio di Ai confini della realtà viene mandato in onda negli USA
- 1967 – Thurgood Marshall presta giuramento come primo giudice afroamericano della Corte suprema degli Stati Uniti
- 1968 – Una pacifica dimostrazione studentesca a Città del Messico finisce nel Massacro di Tlatelolco
- 1996 – Gli Emendamenti dell'Electronic Freedom of Information Act vengono firmati dal presidente statunitense Bill Clinton
- 2001
  - Grounding della Swissair: gli aerei della compagnia di bandiera svizzera restano a terra a causa dell'assenza di liquidità a fronte della richiesta di pagamenti in contanti da parte dei fornitori
  - Negli Stati Uniti d'America viene trasmessa la prima puntata della sitcom Scrubs
- 2004 – Le Samoa Americane entrano nel North American Numbering Plan
- 2009 – A Messina e nei dintorni, a causa di nubifragi, una grossa frana danneggia gravemente Giampilieri Superiore e Scaletta Zanclea provocando 35 morti

## Nati
Ci sono circa 1 100 voci su persone nate il 2 ottobre; vedi la pagina Nati il 2 ottobre per un elenco descrittivo o la categoria Nati il 2 ottobre per un indice alfabetico.

## Morti
Ci sono circa 480 voci su persone morte il 2 ottobre; vedi la pagina Morti il 2 ottobre per un elenco descrittivo o la categoria Morti il 2 ottobre per un indice alfabetico.

## Feste e ricorrenze

### Civili
Internazionali:
- Giornata internazionale della nonviolenza

Nazionali:
- India - Gandhi Jayanti (anniversario della nascita del Mahatma Gandhi)
- Italia - Festa dei nonni

### Religiose
Cristianesimo:
- Memoria dei santi angeli custodi
- Sant'Anna di Kašin, principessa di Pskov (Chiesa ortodossa russa)
- San Beregiso, abate di Andage
- Santi Eleuterio di Nicomedia e compagni, martiri
- San Gerino, martire venerato a St-Vivant
- Santa Jeanne Émilie de Villeneuve, religiosa e fondatrice delle Suore di Nostra Signora dell'Immacolata Concezione
- San Leodegario di Autun, vescovo
- San Modesto, diacono e martire
- San Teofilo di Bulgaria, monaco
- Sant'Ursicino di Coira, vescovo
- Beato Antoine Chevrier, presbitero
- Beato Alfonso del Rio, mercedario
- Beato Andrea Ximenez, mercedario
- Beato Bartolomeo Blanco Marquez, martire
- Beato Bonaventura Relli da Palazzolo, francescano
- Beati Elia e Giovanni Battista Carbonell Mollà, fratelli, sacerdoti, martiri
- Beato Enrico Saiz Aparicio, sacerdote salesiano, martire
- Beato Francesco Carceller Galindo, sacerdote scolopio, martire
- Beato Giorgio Edmondo Renè, martire
- Beato Giovanni Beyzym, sacerdote gesuita
- Beato Isidoro Bover Oliver, sacerdote e martire
- Beati Luigi, Lucia, Andrea e Francesco Yakisci, martiri
- Beata Maria Antonina Kratochwil, vergine e martire
- Beata Maria Guadalupe Ricart Olmos, vergine e martire
- Beato Szilárd Ignác Bogdánffy, vescovo e martire